# Jodis irregularis
Jodis irregularis är en fjärilsart som beskrevs av W. Warren 1894. Jodis irregularis ingår i släktet Jodis och familjen mätare. Inga underarter finns listade i Catalogue of Life.